# Shelley Winters
Shelley Winters (născută Shirley Schrift; n. 18 august 1920, East St. Louis⁠(d), Illinois, SUA – d. 14 ianuarie 2006, Beverly Hills, California, SUA) a fost o actriță americană cu o carieră întinsă pe durata a cinci decenii.
Winters a apărut în numeroase filme și a câștigat Premii Oscar pentru Jurnalul Annei Frank (1959) și A Patch of Blue (1965) și a primit nominalizări pentru A Place in the Sun (1951) și Poseidon (1972). A mai jucat în A Double Life (1947), Noaptea vânătorului (1955), Lolita (1962), Alfie (1966) și Pete's Dragon (1977).
În afară de filme, Winters a apărut, de asemenea, în televiziune, inclusiv o lungă perioadă în sitcomul Roseanne și este, de asemenea, autoare a trei cărți autobiografice.

## Primii ani
Shelley Winters s-a născut ca Shirley Schrift în St. Louis, Missouri, ca fiică a lui Rose (născută Winters), o cântăreață cu the Muny, și a lui Jonas Schrift, un designer de îmbrăcăminte pentru bărbați. Părinții ei au fost evrei; tatăl ei a emigrat din Austria, și mama ei s-a născut în St. Louis din imigranți austrieci. Părinții ei erau veri de-al treilea.
Familia ei s-a mutat în Brooklyn, New York, atunci când ea avea vârsta de 9 ani, și a crescut parțial în Queens, New York. În tinerețe a lucrat ca model. Sora ei, Blanche Schrift, s-a căsătorit mai târziu cu George Boroff, care a condus Circle Theatre (acum numit El Centro Theatre) din Los Angeles. La vârsta de 16 ani, Winters s-a mutat în Los Angeles, California, și mai târziu a revenit la New York pentru a studia actoria la New School.

## Deces
Winters a murit la vârsta de 85 de ani pe 14 ianuarie 2006, de insuficiență cardiacă la Centrul de Reabilitare din Beverly Hills, după ce suferise un atac de cord pe 14 octombrie 2005. Corpul său a fost depus la Deal Memorial Park Cemetery din Culver City. Cel de-al treilea fost soț, Anthony Franciosa, a avut un accident vascular cerebral în ziua în care ea a murit și a murit și el cinci zile mai târziu.

## Filmografie

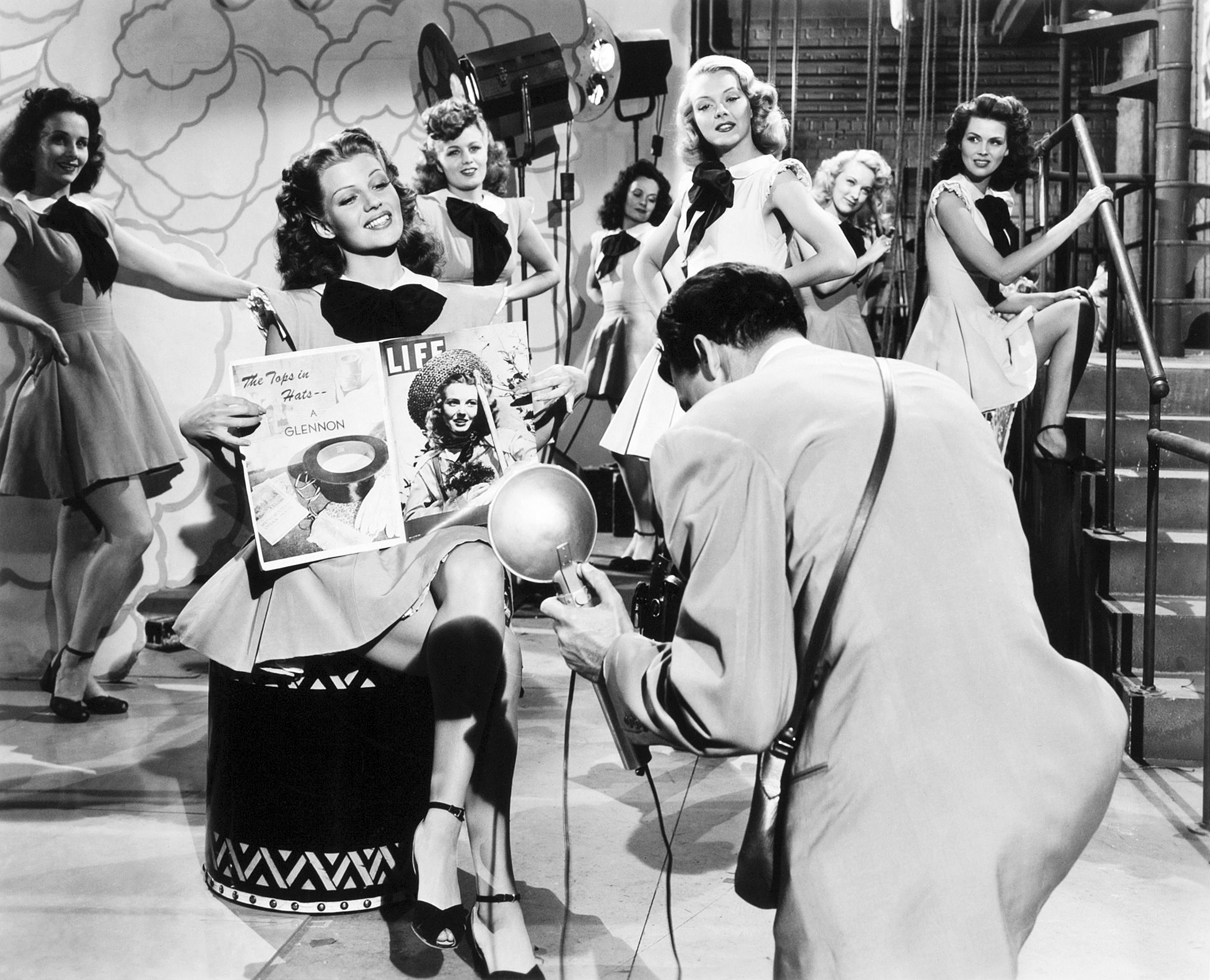
Necreditată în Tonight and Every Night (1945), Winters a jucat alături de Rita Hayworth.

### Film
| An   | Film                                           | Rol                                  | Observații |
| ---- | ---------------------------------------------- | ------------------------------------ | --- |
| 1943 | There's Something About a Soldier              | Norma                                | Necreditată |
| 1943 | What a Woman!                                  | Secretară                            | Necreditată |
| 1944 | Sailor's Holiday                               | Gloria Flynn                         | Creditată Shelley Winter |
| 1944 | Knickerbocker Holiday                          | Ulda Tienhoven                       | Creditată Shelley Winter |
| 1944 | Cover Girl                                     | Fată din cor                         | Necreditată |
| 1944 | She's a Sailor Too                             | 'Silver' Rankin                      | Necreditată |
| 1944 | Dancing in Manhattan                           | Margie                               | Necreditată |
| 1944 | Together Again                                 | Young Woman Fleeing Nightclub Raid   | Necreditată |
| 1945 | Tonight and Every Night                        | Bubbles                              | Necreditată |
| 1945 | Escape in the Fog                              | Taxi Driver                          | Necreditată |
| 1945 | A Thousand and One Nights                      | Handmaiden                           | Necreditată |
| 1946 | The Fighting Guardsman                         | Nanette                              | Necreditată |
| 1946 | Two Smart People                               | Prințesa                             | Necreditată |
| 1946 | Susie Steps Out                                | cântăreața                           | |
| 1946 | Abie's Irish Rose                              | domnișoara de onoare a miresei       | Necreditată |
| 1947 | New Orleans                                    | dra. Holmbright                      | Necreditată |
| 1947 | Living in a Big Way                            | Junior League Girl                   | Necreditată |
| 1947 | The Gangster                                   | Hazel - Casiera                      | Necreditată |
| 1947 | Killer McCoy                                   | chelnerița / vânătoarea de autografe | Necreditată |
| 1947 | A Double Life                                  | Pat Kroll                            | |
| 1948 | Red River                                      | Dance Hall Girl in Wagon Train       | Necreditată |
| 1948 | Larceny                                        | Tony                                 | |
| 1948 | Cry of the City                                | Brenda Martingale                    | |
| 1949 | Take One False Step                            | Catherine Sykes                      | |
| 1949 | The Great Gatsby                               | Myrtle Wilson                        | |
| 1949 | Johnny Stool Pigeon                            | Terry Stewart                        | |
| 1950 | Winchester '73                                 | Lola Manners                         | |
| 1950 | South Sea Sinner                               | Coral                                | |
| 1950 | Frenchie                                       | Frenchie Fontaine                    | |
| 1951 | Un loc sub soare                               | Alice Tripp                          | Premiul criticilor de film din New York pentru cea mai bună actriță (locul 2) Nominalizată la Premiul Oscar pentru cea mai bună actriță Nominalizată la Premiul Globul de Aur pentru cea mai bună actriță (dramă)     |
| 1951 | He Ran All the Way                             | Peggy Dobbs                          | |
| 1951 | Behave Yourself!                               | Kate Denny                           | |
| 1951 | The Raging Tide                                | Connie Thatcher                      | |
| 1951 | Meet Danny Wilson                              | Joy Carroll                          | |
| 1952 | Phone Call from a Stranger                     | Binky Gay                            | |
| 1952 | Untamed Frontier                               | Jane Stevens                         | |
| 1952 | My Man and I                                   | Nancy                                | |
| 1954 | Tennessee Champ                                | Sarah Wurble                         | |
| 1954 | Saskatchewan                                   | Grace Markey                         | |
| 1954 | Executive Suite                                | Eva Bardeman                         | Premiul special pentru interpretare la Festivalul de Film de la Veneția |
| 1954 | Playgirl                                       | Fran Davis                           | |
| 1954 | Mambo                                          | Toni Salermo                         | |
| 1954 | To Dorothy a Son                               | Myrtle La Mar                        | |
| 1955 | I Am a Camera                                  | Natalia Landauer                     | |
| 1955 | Noaptea vânătorului                            | Willa Harper                         | |
| 1955 | The Big Knife                                  | Dixie Evans                          | Creditată Miss Shelley Winters |
| 1955 | The Treasure of Pancho Villa                   | Ruth Harris                          | |
| 1955 | I Died a Thousand Times                        | Marie Garson                         | |
| 1959 | Jurnalul Annei Frank                           | dna. Petronella Van Daan             | Premiul Oscar pentru cea mai bună actriță în rol secundar Premiul Laurel pentru cea mai bună actriță în rol secundar Nominalizată la Premiul Globul de Aur pentru cea mai bună actriță în rol secundar                |
| 1959 | Odds Against Tomorrow                          | Lorry                                | |
| 1960 | Let No Man Write My Epitaph                    | Nellie Romano                        | |
| 1961 | The Young Savages                              | Mary diPace                          | |
| 1962 | Lolita                                         | Charlotte Haze                       | Nominalizată la Premiul Globul de Aur pentru cea mai bună actriță (dramă) |
| 1962 | The Chapman Report                             | Sarah Garnell                        | |
| 1963 | The Balcony                                    | Madame Irma                          | |
| 1963 | Wives and Lovers                               | Fran Cabrell                         | |
| 1964 | A House Is Not a Home                          | Polly Adler                          | |
| 1964 | Time of Indifference                           | Lisa                                 | |
| 1965 | The Greatest Story Ever Told                   | femeia vindecată                     | |
| 1965 | A Patch of Blue                                | Rose-Ann D'Arcey                     | Premiul Oscar pentru cea mai bună actriță în rol secundar Premiul Kansas City Film Critics Circle pentru cea mai bună actriță în rol secundar Premiul Laurel pentru cea mai bună actriță în rol secundar              |
| 1966 | Harper                                         | Fay Estabrook                        | |
| 1966 | Alfie                                          | Ruby                                 | Premiul Laurel pentru cea mai bună actriță în rol secundar (locul 2) Nominalizată la Premiul Globul de Aur pentru cea mai bună actriță în rol secundar                                                                |
| 1966 | The Three Sisters                              | Natalya                              | |
| 1967 | Enter Laughing                                 | dna. Emma Kolowitz                   | |
| 1968 | The Scalphunters                               | Kate                                 | |
| 1968 | Wild in the Streets                            | dna. Daphne Flatow                   | |
| 1968 | Buona Sera, Mrs. Campbell                      | Shirley Newman                       | |
| 1969 | The Mad Room                                   | dna. Armstrong                       | |
| 1969 | Arthur! Arthur!                                | Hester Green                         | |
| 1970 | Bloody Mama                                    | 'Ma' Kate Barker                     | |
| 1970 | How Do I Love Thee?                            | Lena Marvin                          | |
| 1970 | Flap                                           | Dorothy Bluebell                     | |
| 1971 | What's the Matter with Helen?                  | Helen                                | |
| 1971 | Revenge                                        | Amanda Hilton                        | |
| 1971 | A Death of Innocence                           | Elizabeth Cameron                    | film de televiziune |
| 1972 | Something to Hide                              | Gabriella                            | |
| 1972 | Whoever Slew Auntie Roo?                       | dna. Forrest                         | |
| 1972 | Aventura lui Poseidon (The Poseidon Adventure) | Belle Rosen                          | Premiul Globul de Aur pentru cea mai bună actriță în rol secundar Nominalizată la Premiul Oscar pentru cea mai bună actriță în rol secundar Nominalizată la Premiul BAFTA pentru cea mai bună actriță în rol secundar |
| 1972 | Adventures of Nick Carter                      | Bess Tucker                          | film de televiziune |
| 1973 | The Devil's Daughter                           | Lilith Malone                        | film de televiziune |
| 1973 | Blume in Love                                  | dna. Cramer                          | |
| 1973 | Cleopatra Jones                                | Mommy                                | |
| 1973 | The Stone Killer                               | femeia beată din secția de poliție   | Necreditată |
| 1974 | Big Rose: Double Trouble                       | Rose Winters                         | film de televiziune |
| 1974 | The Sex Symbol                                 | Agathy Murphy                        | film de televiziune |
| 1975 | Poor Pretty Eddie                              | Bertha                               | |
| 1975 | That Lucky Touch                               | Diana Steedeman                      | |
| 1975 | Journey Into Fear                              | dna. Mathews                         | |
| 1975 | Diamonds                                       | Zelda Shapiro                        | |
| 1976 | Next Stop, Greenwich Village                   | Faye Lapinsky                        | Nominalizată la Premiul BAFTA pentru cea mai bună actriță în rol secundar Nominalizată la Premiul Globul de Aur pentru cea mai bună actriță în rol secundar                                                           |
| 1976 | The Tenant                                     | portăreasa                           | |
| 1976 | Mimì Bluette... fiore del mio giardino         | Caterina                             | |
| 1976 | La dahlia scarlatta                            |                                      | |
| 1977 | Tentacles                                      | Tillie Turner                        | |
| 1977 | An Average Little Man                          | Amalia Vivaldi                       | Premiul Special David di Donatello |
| 1977 | Pete's Dragon                                  | Lena Gogan                           | |
| 1977 | Black Journal                                  | Lea                                  | |
| 1978 | King of the Gypsies                            | regina Rachel                        | |
| 1978 | The Initiation of Sarah                        | dna. Erica Hunter                    | film de televiziune |
| 1979 | The French Atlantic Affair                     | Helen Wabash                         | |
| 1979 | Elvis                                          | Gladys Presley                       | |
| 1979 | The Visitor                                    | Jane Phillips                        | |
| 1979 | City on Fire                                   | Nurse Andrea Harper                  | |
| 1979 | Rudolph and Frosty's Christmas in July         | Crystal                              | voce |
| 1979 | The Magician of Lublin                         | Elzbieta                             | |
| 1981 | S.O.B.                                         | Eva Brown                            | |
| 1981 | Looping                                        | Carmen                               | |
| 1983 | Parade of Stars                                | Sophie Tucker                        | film de televiziune |
| 1983 | Fanny Hill                                     | dna. Cole                            | |
| 1984 | Dincolo de podul Brooklyn                      | Becky                                | |
| 1984 | Ellie                                          | Cora Jackson                         | |
| 1985 | Déjà Vu                                        | Olga Nabokova                        | |
| 1985 | Alice in Wonderland                            | The Dodo Bird                        | film de televiziune |
| 1986 | The Delta Force                                | Edie Kaplan                          | |
| 1986 | Witchfire                                      | Lydia                                | |
| 1986 | Very Close Quarters                            | Galina                               | |
| 1987 | The Sleeping Beauty                            | Fairy                                | film de televiziune |
| 1988 | Purple People Eater                            | Rita                                 | |
| 1989 | An Unremarkable Life                           | Evelyn McEllany                      | |
| 1990 | Touch of a Stranger                            |                                      | |
| 1991 | Stepping Out                                   | dna. Fraser                          | |
| 1992 | Weep No More, My Lady                          | Vivian Morgan                        | |
| 1993 | The Pickle                                     | Yetta                                | |
| 1994 | The Silence of the Hams                        | dna. Motel                           | |
| 1995 | Heavy                                          | Dolly Modino                         | |
| 1995 | Backfire!                                      | The Good Lieutenant                  | |
| 1995 | Jury Duty                                      | Mom                                  | |
| 1995 | Mrs. Munck                                     | mătușa Monica                        | |
| 1995 | Raging Angels                                  | bunica Ruth                          | |
| 1996 | The Portrait of a Lady                         | dna. Touchett                        | |
| 1998 | Gideon                                         | dna. Willows                         | |
| 1999 | La bomba                                       | prof. Summers                        | |
| 2006 | A-List                                         | ea însăși                            | |

### Televiziune
| An        | Titlu                                  | Rol                        | Observații |
| --------- | -------------------------------------- | -------------------------- | --- |
| 1954      | The Ford Television Theatre            | Sally Marland              | Episod: "Mantrap" |
| 1955      | Producers' Showcase                    | Crystal Allen              | Episod: "The Women" |
| 1957      | The Alcoa Hour                         | Pat Kroll                  | Episod: "A Double Life" |
| 1957      | The United States Steel Hour           | Evvie                      | Episod: "Inspired Alibi" |
| 1957      | Wagon Train                            | Ruth Owens                 | Episod: "The Ruth Owens Story" |
| 1957      | Schlitz Playhouse of the Stars         | Mildred Corrigan           | Episod: "Smarty" |
| 1957      | DuPont Show of the Month               | Louisa Burt                | Episod: "Beyond This Place" |
| 1960      | Play of the Week                       | Rose                       | Episod: A Piece of Blue Sky |
| 1962      | Alcoa Premiere                         | Meg Fletcher Millie Norman | Episod: "The Way From Darkness" Episod: "The Cake Baker" |
| 1964      | Bob Hope Presents the Chrysler Theatre | Jenny Dworak               | Episod: "Two is the Number" Primetime Emmy Award for Outstanding Single Performance by an Actress in a Leading Role                                                                    |
| 1965      | Thirty-Minute Theatre                  | Mrs. Bixby                 | Episod: "Mrs. Bixby and the Colonel's Coat" |
| 1965      | Bob Hope Presents the Chrysler Theatre | Edith                      | Episod: "Back to Back" Nominalizată la Primetime Emmy Award for Outstanding Single Performance by an Actress in a Leading Role in a Drama                                              |
| 1966      | Batman (1966) TV series                | Ma Parker                  | Episoadele 43 și 44 |
| 1967      | Bob Hope Presents the Chrysler Theatre | Clarry Golden              | Episod: "Wipeout" |
| 1968      | Here's Lucy                            | Shelley Summers            | Episod: "Lucy and Miss Shelley Winters" |
| 1974      | McCloud                                | Thelma                     | Episod: "The Barefoot Girls of Bleecker Street" Nominalizată la Primetime Emmy Award for Outstanding Single Performance by an Actress in a Supporting Role in a Comedy or Drama Series |
| 1975      | Chico and the Man                      | Shirley Schrift            | Episod: "Ed Steps Out" |
| 1978      | Kojak                                  | Evelyn McNeil              | Episod: "The Captain's Brother's Wife" |
| 1979      | Vega$                                  | J.D. Fenton                | Episod: "Macho Murders" |
| 1982      | The Love Boat                          | Teresa Rosselli            | Episod: "Venetian Love Song/Down for the Count/Arrividerci, Gopher/The Arrangement" |
| 1984      | Hotel                                  | Adele Ellsworth            | Episod: "Trials" |
| 1984      | Hawaiian Heat                          | Florence Senkowski         | Episod: "Andy's Mom" |
| 1991–1996 | Roseanne                               | Nana Mary                  | 10 episoade |

### Teatru
- Of V We Sing (între 1939 și 1941) (Off-Broadway)
- The Time of Your Life (între 1939 și 1941) (understudy for Judy Haydon) (Broadway)
- Meet The People (1939?) (U.S. Touring Company)
- The Night Before Christmas (1941) (Broadway)
- Rosalinda (1942) (Broadway)
- Conquered in April (între 1942 și 1946) (Broadway)
- Oklahoma! (înlocuitoare pentru Celeste Holm 1947) (Broadway)
- A Hatful of Rain (1955) (Broadway)
- Girls of Summer (1956) (Broadway și Summer stock)
- Invitation to March (1960) (Boston)
- The Night of the Iguana (1962) (înlocuitoare pentru Bette Davis) (Broadway)
- Under the Weather (1966) (Broadway)
- LUV (1967) (Broadway)
- One Night Stands of a Noisy Passenger (1970) (scenaristă) (Off-Broadway)
- Minnie's Boys (1970) (Broadway)
- The Effect of Gamma Rays on Man-in-the-Moon Marigolds (1973–1974) (Broadway)
- Cages(1974) (Philadelphia, PA)
- Kennedy's Children (1976) (Chicago)
- The Gingerbread Lady (1981) (Chicago)
- Natural Affection (necunoscut)

## Apariții la radio
| An   | Program           | Episod                     |
| ---- | ----------------- | -------------------------- |
| 1953 | Lux Radio Theatre | Phone Call from a Stranger |

## Cărți
- Winters, Shelley (1980). Shelley: Also known as Shirley. Morrow. ISBN 978-0-688-03638-6. Mai multe valori specificate pentru |autor= și |nume= (ajutor)

- Winters, Shelley (1989). Shelley II: The Middle of My Century. Simon & Schuster. ISBN 0-671-44210-4. Mai multe valori specificate pentru |autor= și |nume= (ajutor)

- Shelley: The Middle of My Century (audiobook; casetă audio)